# Нікудишня
«Нікуди́шня» (рос. «Никудышная») — радянський художній телефільм Дінари Асанової, соціальна драма. Фільм знятий на кіностудії «Ленфільм» у 1980 році.

## Сюжет
Дівчинка-підліток з неврівноваженою психікою не може знайти взаєморозуміння з оточуючими — почасти через своє заїкання, почасти через неуважність батьків, зайнятих власними проблемами. Рятуючись від її агресії, Аню відправляють в село, до рідні вітчима. Там вона зустрічає стару людину, яка бере живу участь в долі дівчинки та сприяє її моральному переродженню. Для фонової музики фільму як ніколи широко для радянського кіно використані оригінальні пісні гурту ABBA.

## У ролях
- Ольга Машная —  Аня
- Михайло Глузський —  дід Сава Мельников
- Анвар Асанов —  Вітя
- Тамара Смислова —  Лідуся
- Микола Лавров —  Валера  (озвучує Ігор Єфімов)
- Лідія Федосеєва-Шукшина —  Марина
- Галина Сабурова —  сестра Марини
- Марія Виноградова —  Тіхонша
- Валерій Матвєєв —  Генка, син діда Сави
- Олена Циплакова —  дівчина в кафе, яка побилася з Анею
- Валерій Прийомихов —  прапорщик-прикордонник
- Людмила Глазова — бабуся Ані, мати Віри

## Знімальна група
- Автор сценарію: Валерій Прийомихов
- Режисер-постановник: Дінара Асанова
- Оператор-постановник: Микола Покопцев
- Художник-постановник: Володимир Свєтозаров
- Художник по костюмах: Наталія Васильєва
- Композитор: Віктор Кісін